# Ashokasundari

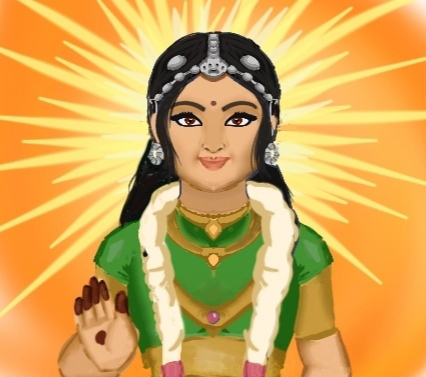
Representación de Ashokasundari

Ashokasundari (en sánscrito: अशोकसुन्दरी, Aśokasundarī) es una diosa hindú, hija de las deidades Shiva y Parvati. Se hace referencia a ella en el Padma-purana, que narra su historia. Principalmente es venerada en el sur de la India, bajo el nombre de Bala Tripurasundari .

## Etimología
Ashokasundari fue creada a partir del árbol Kalpavriksha —que tiene el poder de cumplir los deseos— cuando Parvati deseaba una hija para reducir su soledad. Las palabras que componen su nombre se derivan de su creación. Ashoka se refiere al alivio del shoka (dolor) de Parvati ,mientras que sundari significa «niña hermosa».

## Leyenda

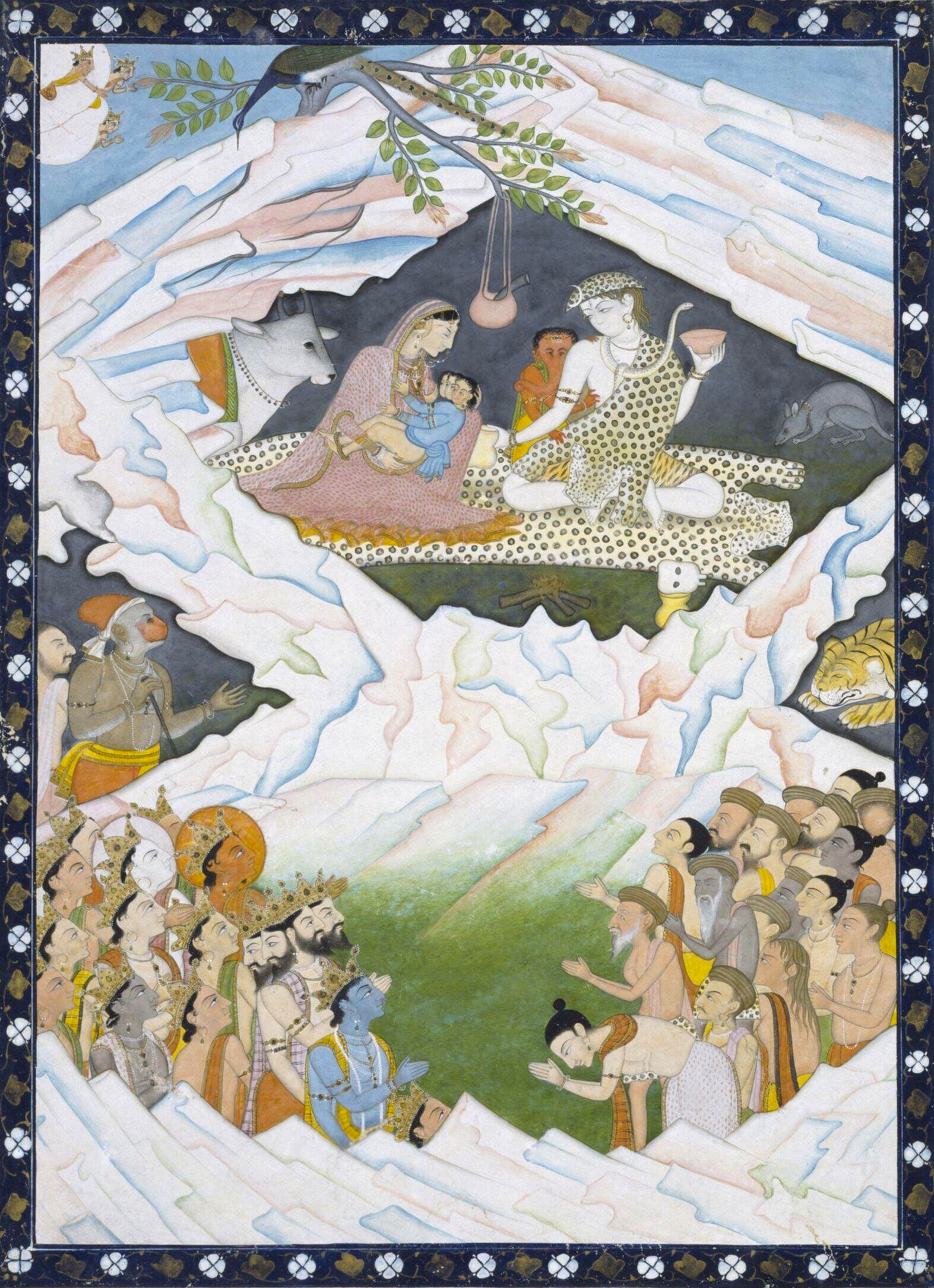
Monte Kailahs, residencia de la familia de Shiva

El nacimiento de Ashokasundari se registra en el Padma-purana. Según una de las variantes del cuento de Nahusha, Parvati una vez le pidió a Shiva que la llevara al jardín más hermoso del mundo. Shiva la llevó a Nandanvana, donde Parvati vio un árbol conocido como Kalpavriksha que podía cumplir cualquier deseo. Parvati sentía una inmensa soledad desde que su hijo Karttikeya había crecido y había abandonado el Kailash. Por ello pidió una hija del árbol de los deseos para deshacerse de su soledad. Su deseo fue concedido y nació Ashokasundari. Parvati profetizó que Ashokasundari se casaría de acuerdo con su destino con Nahusha de la dinastía lunar, quien sería igual a Indra, el rey del cielo.
Una vez, mientras Ashokasundari deambulaba por Nandanvana con sus sirvientas, un ráksasa (demonio) llamado Hunda la vio y se enamoró de ella. Sin embargo, la diosa rechazó sus proposiciones y le informó acerca de su destino: casarse con Nahusha. Hunda se disfrazó de viuda, cuyo marido fue asesinado por él, y le pidió a Ashokasundari que la acompañara a su ermita. La diosa fue con el demonio disfrazado y llegó a su palacio. Ella se enteró de su traición, lo maldijo para que lo matara Nahusha y escapó a Kailash, la morada de sus padres.
Entonces Hunda secuestró al infante Nahusha en su palacio. Sin embargo, este es rescatado por una criada de Hunda y puesto bajo el cuidado del sabio Vásishtha. Cuando Nahusha crece comprende que su destino es matar a Hunda. Hunda secuestra a Ashokasundari y le dice que mató a Nahusha. La diosa es consolada por una pareja de kinnara que le informan sobre la vida de Nahusha y profetizan que será la madre de un poderoso hijo llamado Iaiati y de cien hermosas hijas. Nahusha luchó contra Hunda, lo derrotó después de una feroz batalla y rescató a Ashokasundari, con quien se casó. Con el paso del tiempo, en ausencia de Indra, Nahusha fue nombrado temporalmente regente del cielo.

## Desarrollo en la mitología hindú
Ashokasundari apenas se menciona la mitología hindú; su relato solo aparece en el Padma-purana. 

## Ashokasundari en la cultura contemporánea
La diosa apareció en una serie de televisión Devon Ke Dev... Mahadev [Señor de Señores... Mahadev] en la vida de Shiva y Parvati, lo que llamó la atención de muchas personas. Posteriormente apareció en otras series como Vighnahartha Ganesh.